# Axël
Pour les articles homonymes, voir Axel.
Axël est un drame en prose écrit par Auguste de Villiers de l'Isle-Adam, et publié en volume dans sa version intégrale en 1890, l'année suivant la mort de l'auteur. Il a été influencé par la philosophie gnostique et par les œuvres fantastiques de Goethe et le théâtre romantique de Victor Hugo. Les deux protagonistes, le héros Axël d'Auersperg et Sara de Maupers, conscients que la vie ne sera jamais à la hauteur de leurs rêves, refusent richesse, puissance et amour, pour trouver dans la mort l'éternité.
Axël, œuvre testament de Villiers, est « la bible du théâtre symboliste ».

## Création
Villiers commence à travailler à la pièce autour de 1869. Le 28 février 1884, il donne une conférence sur Axël dans la salle du boulevard des Capucines, où il déclare que la pièce n'est pas destinée à être jouée sur scène : « Le drame d'Axël n'est nullement écrit pour la scène [...], la seule idée de sa représentation semble à l'auteur lui-même à peu près inadmissible. Il ne saurait offrir, en réalité, qu'un intérêt de lecture », et que son sujet en est « la grande anxiété humaine devant l'énigme de la vie ». La revue La Jeune France fait paraître en deux parties, en novembre 1885 et en juin 1886, la première publication complète du drame alors que des parties avaient été publiées dans diverses revues comme La Vie artistique d'Émile Delarue dès 1883; mais Villiers y travaille toujours et n'y avait toujours pas mis la touche finale quand il meurt. La pièce est publiée en livre à titre posthume en 1890 chez l'éditeur Quantin. Claude Debussy écrit la même année une musique de scène pour la pièce, qui reste inédite .
L'œuvre est fortement influencée par le théâtre romantique , en particulier les Burgraves de Victor Hugo, et par le Faust de Goethe ; elle doit beaucoup à la conception wagnérienne de l'art total, et notamment à Tristan et Isolde et à L'Anneau du Nibelung.
Äxel est représenté pour la première fois à Paris les 26 et 27 février 1894 au théâtre de la Gaîté dans le quartier Montparnasse, dans une mise en scène de Paul Larochelle qui interprète également le rôle d'Äxel ; Sara est interprétée par Georgette Camée. La musique de scène est écrite par Alexandre Georges et interprétée par un orchestre sous la direction de Paul Viardot.
La pièce a été jouée en 1962 à Paris dans une mise en scène d'Antoine Bourseiller au Studio des Champs-Elysées, en 2006 à Québec au Théâtre Périscope et à Montréal au Théâtre Prospero, adaptée et mise en scène par Christian Lapointe,.
En 1970, Lazare Iglesis réalise une adaptation pour la télévision française ; ce téléfilm de 110 minutes est diffusé le 9 mai 1970 à 21 h 20 sur la première chaîne de l'ORTF ; le texte de Villiers est adapté par Louis Pauwels.

## Résumé
La pièce comprend quatre actes, qui portent chacun un sous-titre.
Le premier acte (Le monde religieux) se déroule lors de la veillée de Noël 1828 dans un couvent de religieuses, en Flandre française. Sara de Maupers, orpheline et riche héritière, a été élevée au couvent, qui convoite ses biens ; elle est sur le point de prendre le voile. Sara est silencieuse pendant tout l'acte ; elle ne prend la parole que lorsque l'archidiacre lui demande si elle est prête à accepter « la lumière, l'espérance et la vie », elle répond alors « Non ». L'archidiacre, resté seul avec elle, veut la jeter dans une prison (un in pace), mais le jeune fille oblige le vieillard à y descendre lui-même, l'enferme, et s'enfuit,.
La suite de la pièce se passe la nuit de Pâques suivante, en Forêt Noire, dans le château où vit Axël d'Auërsperg, un jeune noble orphelin, seulement entouré de serviteurs âgés et de Maître Janus, un mage. Dans le second acte (Le monde tragique), Kaspar, un cousin d'Axël, veut l'entraîner à la cour de Prusse ; il apprend par un serviteur qu'un trésor est enterré dans le château. Il essaie de persuader Axël de le chercher, mais Axël refuse ; les deux hommes se querellent et Axël tue Kaspar en duel.
Dans le troisième acte (Le monde occulte), Maître Janus veut initier Axël aux mystères occultes. Il demande à son élève s'il est prêt à accepter « la lumière, l'espérance et la vie » ; Axël répond « Non ».
À l'acte quatre (Le Monde passionnel), Axël décide de quitter le château pour toujours ; il descend à la crypte dire adieu aux tombeaux de ses ancêtres. Il y surprend Sara : elle est arrivée au château sur la foi d'un vieux manuscrit parlant du trésor enfoui. Un pan de muraille s'ouvre et un trésor de pierres précieuses, perles, gemmes et pièces d'or se déverse dans la crypte. Axël et Sara se battent, puis tombent amoureux. Ils rêvent de l'avenir glorieux que le trésor va leur apporter, mais en viennent à déclarer que leurs rêves sont trop magnifiques pour être accomplis dans la vie quotidienne. Les amants choisissent  de se suicider ensemble alors que le soleil se lève. La réplique la plus célèbre de la pièce est celle d'Axël : « À quoi bon les réaliser [nos rêves] ?… ils sont si beaux ! […] Accepter désormais de vivre ne serait plus qu'un sacrilège envers nous-même. Vivre ? les serviteurs feront cela pour nous. ».